# Campionat dels Països Baixos de motocròs
El Campionat dels Països Baixos de motocròs, regulat per la federació neerlandesa de motociclisme (KNMV, Koninklijke Nederlandse Motorrijders Vereniging), és la màxima competició de motocròs que es disputa als Països Baixos. Organitzat des de 1946, es tracta d'un dels campionats en vigor d'aquesta disciplina més antics, i juntament amb el de Bèlgica ha estat sempre un dels més prestigiosos del món, atraient participants vinguts dels cinc continents. Fins a l'edició del 2015, el campionat s'anomenà oficialment Open Nederlands Kampioenschap (abreujat ONK) i a partir del 2016 se li canvià el nom per l'actual, Dutch Masters of Motocross ("campions neerlandesos de motocròs"), abreujat DMoMX.
El Benelux i nord de França ha estat històricament la zona on hi ha hagut més afició al motocròs i d'on han sorgit els millors pilots, en part pel fet que fou per aquí per on penetrà al continent europeu aquest esport, inventat al Regne Unit l'any 1924. D'altra banda, atès que el Benelux es troba a l'epicentre dels principals països organitzadors de Grans Premis, i que la zona disposa de molts circuits de primera línia –on s'organitzen curses contínuament–, el resultat és que molts pilots d'alt nivell vinguts d'arreu del món s'hi estableixen permanentment. Si el rovell de l'ou de tota aquesta zona ha estat sempre Bèlgica, cal dir que els Països Baixos no s'han quedat enrere: a banda de celebrar-s'hi curses internacionals de referència (com ara el Motocross der Azen), són molts els pilots neerlandesos que han triomfat internacionalment, des de Gerrit Wolsink i Kees van der Ven fins als Campions del món John van den Berk, Dave Strijbos o Pedro Tragter. Darrerament, el campió neerlandès més reeixit a escala internacional és Jeffrey Herlings.

## Història
Durant la dècada de 1990, el campionat dels Països Baixos deixà de ser estrictament estatal i esdevingué internacional, permetent que qualsevol participant en pogués guanyar el títol independentment de la seva nacionalitat (la qual cosa hi va atraure encara més participants estrangers). Al llarg dels anys, el campionat ha anat variant també de cilindrades (categories) fins a arribar a la fórmula de 3 categories estrenada el 2005, idèntica a la instaurada per la FIM un any abans:
- MX1 (motors de dos temps de 250 cc i motors de quatre temps de 450 cc)
- MX2 (motors de dos temps de 125 cc i motors de quatre temps de 250 cc)
- MX3 (motors de dos temps de 250 a 500 cc i motors de quatre temps de 450 a 650 cc)

Aquesta estructura es mantingué fins al 2015. A partir del 2016, amb la redefinició del campionat com a "Dutch Masters of Motocross" (DMoMX), les categories es tornaren a canviar i quedaren definides de nou en el clàssic sistema de cilindrades. Des d'aleshores i fins a l'actualitat, el DMoMX es disputa en 1uatre categories o cilindrades:
- 85cc (motors de fins a 85 cc, per als més joves)
- 125cc (motors de fins a 125 cc, per a pilots júnior)
- 250cc (motors de fins a 250 cc)
- 500cc (motors de fins a 500 cc)

Tradicionalment, la final del DMoMX se celebra sempre al circuit de Zwarte Cross, a Lichtenvoorde.

## Llista de guanyadors
Font:

### Primera etapa (1946-1994)
| Any  | 500 cc         | 500 cc    | 250 cc       | 250 cc    | 125 cc         | 125 cc  |
| Any  | Campió         | Moto      | Campió       | Moto      | Campió         | Moto    |
| ---- | -------------- | --------- | ------------ | --------- | -------------- | ------- |
| 1946 | Jan Veer       | ?         | A. Klosters  | Velocette | J. Van De Brom | Eysink  |
| 1947 | Jo Bobee       | Triumph   | Mobi Vierdag | Velocette | Dick Renooy    | Eysink  |
| 1948 | Ben Jansema    | Matchless | Jan Lent     | Eysink    | Dick Renooy    | Eysink  |
|      | 500 cc         | 500 cc    |              |           | < 150cc        | < 150cc |
| 1949 | Hennie Rietman | Triumph   | -            | -         | Harrie Meijnen | Eysink  |
| 1950 | Hennie Rietman | Saroléa   | -            | -         | Mobi Vierdag   | Batavus |
| 1951 | Frans Baudoin  | BSA       | -            | -         | Harrie Meijnen | Eysink  |
| 1952 | Hennie Rietman | Matchless | -            | -         | Simon Schram   | Eysink  |
| 1953 | Hennie Rietman | BSA       | -            | -         | Frits Selling  | Eysink  |
| 1954 | Frans Baudoin  | Matchless | -            | -         | Frits Selling  | Eysink  |
| 1955 | Hennie Rietman | FN        | -            | -         | Simon Schram   | Parilla |
| 1956 | Albert Dirkx   | BSA       | -            | -         | Willy Koops    | DKW     |
|      | 500 cc         | 500 cc    |              |           | 125 cc         | 125 cc  |
| 1957 | Broer Dirkx    | BSA       | -            | -         | Simon Schram   | Jawa    |

| Any  | 500 cc            | 500 cc    | 250 cc            | 250 cc    |
| Any  | Campió            | Moto      | Campió            | Moto      |
| ---- | ----------------- | --------- | ----------------- | --------- |
| 1958 | Broer Dirkx       | BSA       | Rudi Boom         | Adler     |
| 1959 | Broer Dirkx       | BSA       | Rudi Boom         | Greeves   |
| 1960 | Albert De Wit     | BSA       | Frits Selling     | Greeves   |
| 1961 | Jan Dirkx         | BSA       | Rudi Boom         | Dot       |
| 1962 | Bennie Hartelman  | BSA       | Frits Selling     | Greeves   |
| 1963 | Broer Dirkx       | Lito      | Rob Selling       | Greeves   |
| 1964 | Broer Dirkx       | Lito      | Rob Selling       | Greeves   |
| 1965 | Broer Dirkx       | Lito      | Ton van Heugten   | ?         |
| 1966 | Ton van Heugten   | ČZ        | Jo Lammers        | Husqvarna |
| 1967 | Pierre Karsmakers | CZ        | Frans Sigmans     | Husqvarna |
| 1968 | Gerrit Wolsink    | Husqvarna | Frans Sigmans     | Husqvarna |
| 1969 | Pierre Karsmakers | CZ        | Jan Roessink      | Husqvarna |
| 1970 | Gerrit Wolsink    | Husqvarna | Stef van de Sluis | Bultaco   |
| 1971 | Gerrit Wolsink    | Husqvarna | Jo Lammers        | Bultaco   |

| Any  | 500 cc            | 500 cc    | 250 cc             | 250 cc   | 125 cc             | 125 cc   |
| Any  | Campió            | Moto      | Campió             | Moto     | Campió             | Moto     |
| ---- | ----------------- | --------- | ------------------ | -------- | ------------------ | -------- |
| 1972 | Pierre Karsmakers | Husqvarna | Stef van de Sluis  | Bultaco  | Johan Braakhekke   | Puch     |
| 1973 | Gerrit Wolsink    | Maico     | Stef van de Sluis  | Yamaha   | Gerard Rond        | Sachs    |
| 1974 | Gerrit Wolsink    | Suzuki    | Peter Willems      | Yamaha   | Gert Demoed        | Fantic   |
| 1975 | Frans Sigmans     | Maico     | Gerard Rond        | Yamaha   | Marcel Deibergen   | Kawasaki |
| 1976 | Gerrit Wolsink    | Suzuki    | Gerard Rond        | Yamaha   | Dinand Zijlstra    | Kawasaki |
| 1977 | Gerrit Wolsink    | Suzuki    | Gerard Rond        | Yamaha   | Dinand Zijlstra    | Kawasaki |
| 1978 | Gerrit Wolsink    | Suzuki    | Kees van der Ven   | Maico    | Dinand Zijlstra    | Kawasaki |
| 1979 | Gerard Rond       | Suzuki    | Kees van der Ven   | Maico    | Dinand Zijlstra    | Kawasaki |
| 1980 | Gerard Rond       | Suzuki    | Kees van der Ven   | Maico    | Henk Seppenwoolde  | Honda    |
| 1981 | Gerard Rond       | KTM       | Kees van der Ven   | KTM      | Henk Seppenwoolde  | Honda    |
| 1982 | Toon Karsmakers   | Honda     | Kees van der Ven   | KTM      | Gert Jan van Doorn | Suzuki   |
| 1983 | Toon Karsmakers   | Honda     | Kees van der Ven   | KTM      | John Hensen        | Honda    |
| 1984 | Toon Karsmakers   | Honda     | Gert Jan van Doorn | Suzuki   | Dinand Zijlstra    | Honda    |
| 1985 | Kees van der Ven  | KTM       | Gert Jan van Doorn | Honda    | Dave Strijbos      | Honda    |
| 1986 | Kees van der Ven  | KTM       | Gert Jan van Doorn | Honda    | John van den Berk  | Yamaha   |
| 1987 | Carlo Hulsen      | Honda     | Mark Smits         | Honda    | John van den Berk  | Yamaha   |
| 1988 | Kees van der Ven  | KTM       | Gert Jan van Doorn | Cagiva   | Pedro Tragter      | Honda    |
| 1989 | Leo Combee        | Honda     | Gert Jan van Doorn | Suzuki   | Edwin Evertsen     | Suzuki   |
| 1990 | Kees van der Ven  | KTM       | Dave Strijbos      | Kawasaki | Pedro Tragter      | Suzuki   |
| 1991 | Carlo Hulsen      | Honda     | Gert Jan van Doorn | Honda    | Pedro Tragter      | Suzuki   |
| 1992 | Carlo Hulsen      | Honda     | Edwin Evertsen     | Kawasaki | Ton van Grinsven   | Honda    |
| 1993 | Carlo Hulsen      | Honda     | Greg Albertyn      | Honda    | Remy van Rees      | Kawasaki |
| 1994 | Carlo Hulsen      | Honda     | Pedro Tragter      | Suzuki   | Leon Giesbers      | Suzuki   |

#### Categories discontinuades
| Any  | Campió      | Moto      |
| ---- | ----------- | --------- |
| 1947 | Drikus Veer | ?         |
| 1948 | Arend Heida | Matchless |

| Any  | Campió               |
| ---- | -------------------- |
| 1961 | Jan de Rooy          |
| 1962 | Jan de Rooy          |
| 1963 | Ton van Heugten      |
| 1964 | Stef van de Sluis    |
| 1965 | Stef van de Sluis    |
| 1966 | Jan Ruinemans        |
| 1967 | Jan van Beek         |
| 1968 | Jan van Beek         |
| 1969 | Wim van de Brink     |
| 1970 | André Gebben         |
| 1971 | André Gebben         |
| 1972 | Math Gielen          |
| 1973 | Gerard Rond          |
| 1974 | Dinand Zijlstra      |
| 1975 | Dinand Zijlstra      |
| 1976 | Bart Bierhuis        |
| 1977 | Han van Renselaar    |
| 1978 | André Sprengelmeijer |
| 1979 | Theo Eggens          |
| 1980 | Theo Eggens          |
| 1981 | Carol Mulder         |
| 1982 | Wilco Zeelenberg     |

### Segona etapa (1995-2004)
| Any  | Open              | Open     | 125 cc         | 125 cc       |
| Any  | Campió            | Moto     | Campió         | Moto         |
| ---- | ----------------- | -------- | -------------- | ------------ |
| 1995 | Leon Giesbers     | Suzuki   | Erik Eggens    | Honda        |
| 1996 | Pedro Tragter     | Suzuki   | Erik Eggens    | Honda        |
| 1997 | Pedro Tragter     | Honda    | Erik Eggens    | Honda        |
| 1998 | Leon Giesbers     | KTM      | Erik Eggens    | Honda/Yamaha |
| 1999 | Leon Giesbers     | Suzuki   | Grant Langston | KTM          |
| 2000 | Remy van Rees     | Kawasaki | Grant Langston | KTM          |
| 2001 | Marcel van Drunen | Husaberg | Marc de Reuver | Yamaha       |
| 2002 | Antti Pyrhonen    | Honda    | Marc de Reuver | Yamaha/KTM   |
| 2003 | Remy van Rees     | KTM      | Tyla Rattray   | KTM          |
| 2004 | Bas Verhoeven     | Honda    | Ben Townley    | KTM          |

#### Categories discontinuades
|      | Quatre temps \| Any \| Campió \| \| ---- \| ------------------ \| \| 1980 \| Bert van Dulmen \| \| 1981 \| Bert van Dulmen \| \| 1982 \| Koos Mulder \| \| 1983 \| Adri van Beers \| \| 1984 \| Simon Schram \| \| 1985 \| Simon Schram \| \| 1986 \| Marcel van de Berg \| \| 1987 \| Simon Schram \| \| 1988 \| Frans Sigmans \| \| 1989 \| Marcel van de Berg \| \| 1990 \| Marcel van de Berg \| \| 1991 \| Marcel van de Berg \| \| 1992 \| Marcel van de Berg \| \| 1993 \| Mark Smits \| \| 1994 \| Ton van Grinsven \| \| 1995 \| Jacob Barth \| \| 1996 \| Erik Davids \| \| 1997 \| Erik Looman \| \| 1998 \| Jeff Janssen \| \| 1999 \| Willie van Wessel \| \| 2000 \| Erik Davids \| \| 2001 \| Stefan van Asten \| \| 2002 \| Michael Das \| \| 2003 \| Erik Davids \| \| 2004 \| Erik Davids \| |
| Any  | Campió |
| 1980 | Bert van Dulmen |
| 1981 | Bert van Dulmen |
| 1982 | Koos Mulder |
| 1983 | Adri van Beers |
| 1984 | Simon Schram |
| 1985 | Simon Schram |
| 1986 | Marcel van de Berg |
| 1987 | Simon Schram |
| 1988 | Frans Sigmans |
| 1989 | Marcel van de Berg |
| 1990 | Marcel van de Berg |
| 1991 | Marcel van de Berg |
| 1992 | Marcel van de Berg |
| 1993 | Mark Smits |
| 1994 | Ton van Grinsven |
| 1995 | Jacob Barth |
| 1996 | Erik Davids |
| 1997 | Erik Looman |
| 1998 | Jeff Janssen |
| 1999 | Willie van Wessel |
| 2000 | Erik Davids |
| 2001 | Stefan van Asten |
| 2002 | Michael Das |
| 2003 | Erik Davids |
| 2004 | Erik Davids |

### Tercera etapa (2005-2015)
| Any  | MX1              | MX1      | MX2              | MX2      | MX3               | MX3    |
| Any  | Campió           | Moto     | Campió           | Moto     | Campió            | Moto   |
| ---- | ---------------- | -------- | ---------------- | -------- | ----------------- | ------ |
| 2005 | Sven Breugelmans | KTM      | Stephen Sword    | Kawasaki | Erik Davids       | KTM    |
| 2006 | Manuel Priem     | Yamaha   | Aigar Leok       | Yamaha   | Oscar Vromans     | Yamaha |
| 2007 | Tanel Leok       | Kawasaki | Joel Roelants    | KTM      | Oscar Vromans     | Yamaha |
| 2008 | Aigar Leok       | Yamaha   | Erik Eggens      | Suzuki   | Oscar Vromans     | Yamaha |
| 2009 | Patrick Roos     | KTM      | Joel Roelants    | KTM      | Hans Berendsen    | ?      |
| 2010 | Marc de Reuver   | Suzuki   | Joel Roelants    | KTM      | Maikel Swanenberg | Honda  |
| 2011 | Herjan Brakke    | Yamaha   | Jeffrey Herlings | KTM      | Maikel Swanenberg | Honda  |

| Any  | MX1           | MX1    | MX2              | MX2  | MX3                      | 125cc              | 85cc               |
| Any  | Campió        | Moto   | Campió           | Moto | Campió                   | Campió             | Campió             |
| ---- | ------------- | ------ | ---------------- | ---- | ------------------------ | ------------------ | ------------------ |
| 2012 | Herjan Brakke | Yamaha | Jeffrey Herlings | KTM  | Maurice Klijn (Kawasaki) | Jaap Corneth (KTM) | Davy Pootjes (KTM) |

| Any  | MX1              | MX1   | MX2              | MX2       | 125cc              | 85cc         |
| Any  | Campió           | Moto  | Campió           | Moto      | Campió             | Campió       |
| ---- | ---------------- | ----- | ---------------- | --------- | ------------------ | ------------ |
| 2013 | Evgeny Bobryshev | Honda | Jeffrey Herlings | KTM       | Freek van de Vlist | Conrad Mewse |
| 2014 | Marc de Reuver   | Honda | Romain Febvre    | Husqvarna | Davy Pootjes       | Jago Geerts  |
| 2015 | William Saris    | ?     | Damon Graulus    | Yamaha    | Conrad Mewse       | Rick Elzinga |

### DMoMX (2016-Actualitat)
A 15 de desembre de 2024
| Any  | 500cc                 | 500cc                 | 250cc                 | 250cc                 | 125cc                   | 85cc                     |
| Any  | Campió                | Moto                  | Campió                | Moto                  | Campió (Moto)           | Campió (Moto)            |
| ---- | --------------------- | --------------------- | --------------------- | --------------------- | ----------------------- | ------------------------ |
| 2016 | Evgeny Bobryshev      | Honda                 | Jeffrey Herlings      | KTM                   | Jago Geerts (KTM)       | Emil Jönrup (KTM)        |
| 2017 | Jeffrey Herlings      | KTM                   | Thomas Kjær Olsen     | Husqvarna             | Mikkel Haarup (Hva.)    | Kay de Wolf (KTM)        |
| 2018 | Jeffrey Herlings      | KTM                   | Jago Geerts           | Yamaha                | Emil Weckman (KTM)      | Kay de Wolf (KTM)        |
| 2019 | Arminas Jasikonis     | Husqvarna             | Henry Jacobi          | Kawasaki              | Kay de Wolf (Husqvarna) | Cas Valk (Husqvarna)     |
| 2020 | Cancel·lat (COVID-19) | Cancel·lat (COVID-19) | Cancel·lat (COVID-19) | Cancel·lat (COVID-19) | Cancel·lat (COVID-19)   | Cancel·lat (COVID-19)    |
| 2021 | Cancel·lat (COVID-19) | Cancel·lat (COVID-19) | Cancel·lat (COVID-19) | Cancel·lat (COVID-19) | Cancel·lat (COVID-19)   | Cancel·lat (COVID-19)    |
| 2022 | Calvin Vlaanderen     | Yamaha                | Rick Elzinga          | Yamaha                | Janis Reišulis (KTM)    | Gyan Doensen (Husqvarna) |
| 2023 | Jeffrey Herlings      | KTM                   | Kay de Wolf           | Husqvarna             | Janis Reišulis (Yamaha) | Dani Heitink (Husqvarna) |
| 2024 | Jeffrey Herlings      | KTM                   | Rick Elzinga          | Yamaha                | Gyan Doensen (KTM)      | Timo Heuver (KTM)        |

## Estadístiques

### Campions amb més de 3 títols
A 15 de desembre de 2024
| Campió             | Títols                                        |
| ------------------ | --------------------------------------------- |
| Kees van de Ven    | 10 (4 x 500cc, 6 x 250cc)                     |
| Gerrit Wolsink     | 8 (8 x 500cc)                                 |
| Gerard Rond        | 8 (3 x 500cc, 3 x 250cc, 1 x 125cc, 1 x 50cc) |
| Jeffrey Herlings   | 8 (4 x 500cc, 1 x 250 cc, 3 x MX2)            |
| Gert Jan van Doorn | 7 (6 x 250cc, 1 x 125cc)                      |
| Dinand Zijlstra    | 7 (5 x 125cc, 2 x 50cc)                       |
| Broer Dirkx        | 6 (6 x 500cc)                                 |
| Pedro Tragter      | 6 (2 x Open, 1 x 250cc, 3 x 125cc)            |
| Hennie Rietman     | 5 (5 x 500cc)                                 |
| Carlo Hulsen       | 5 (5 x 500cc)                                 |
| Erik Davids        | 5 (1 x MX1, 4 x 4T)                           |
| Stef van de Sluis  | 5 (3 x 250cc, 2 x 50cc)                       |
| Marcel van de Berg | 5 (5 x 4T)                                    |
| Erik Eggens        | 5 (5 x 125cc)                                 |
| Marc de Reuver     | 4 (1 x MX1, 1 x MX2, 2 x 125cc)               |
| Leon Giesbers      | 4 (3 x Open, 1 x 125cc)                       |
| Frans Sigmans      | 4 (1 x 500cc, 2 x 250cc, 1 x 4T)              |
| Frits Selling      | 4 (2 x 250cc, 2 x 150cc)                      |

1. ↑  Frans Sigmans va guanyar també el títol de 50cc júnior l'any 1964.

## Categories inferiors
Font:
A 1 de gener de 2013
| Any  | Júnior 85cc       | Dones              |
| ---- | ----------------- | ------------------ |
| 2007 | Max Anstie        | -                  |
| 2008 | Jeffrey Herlings  | -                  |
| 2009 | Lars van Berkel   | -                  |
| 2010 | Micha-Boy de Waal | Marielle de Mol    |
| 2011 | Ben Watson        | Larissa Papenmeier |
| 2012 | -                 | Stephanie Laier    |